# Cinemagrafi
(Ej att förväxla med Cinematograf, en fotografisk apparat från slutet av 1800-talet.)

Cinemagrafi av ett blommande äppelträd. Notera att endast en av grenarna vajar i vinden.

Cinemagrafi (även cinemagraf, efter engelska cinemagraph) är en stillbild där mindre repeterande rörelser förekommer. Cinemagrafier publiceras oftast via animerade GIF-bilder, vilket skapar en illusion av att betraktaren ser på ett filmklipp.
Cinemagrafier skapas ofta genom att man först tar en serie stillbilder eller en videoinspelning. Därefter förs materialet över till ett bildbehandlingsprogram där bilderna, eller klippet, fogas samman till en sömlös loop av sekventiella bildrutor på ett sådant sätt att det föremål som rör sig (till exempel ett dinglande ben) uppfattas som en repeterade eller kontinuerlig rörelse, i motsats till stillheten i resten av bilden.
Termen "Cinemagraph" myntades först av amerikanarna Kevin Burg och Jamie Beck, som använde tekniken när de animerade sina mode- och nyhetsbilder med början tidigt 2011.